# Nayla Chidiac
Nayla Chidiac (nacida en 1966) es una autora franco-libanesa ensayista y poeta.Fue nominada para Legión de Honor en 2017.

## Educación y carrera profesional
Ella es una psicóloga clínica, doctora en psicopatología, especialista en trauma y escritura terapéutica. Como especialista en EMHS (especialista externa de salud mental infantil) para la ONU, también es autora de obras de referencia sobre escritura terapéutica y poética. Además, estableció talleres de escritura terapéutica en el hospital Sainte-Anne de París.

## Publicaciones
- Traumatismos psíquicos (2014)
- Talleres de escritura terapéutica (2013)[24][25]
- Escribir el silencio (2013)
- Los beneficios de la escritura, los beneficios de las palabras (en inglés: The Benefits of Writing, the Benefits of Words)[26]

## Poesía
- El Flautín del hachís (2019)
- Una noche, una mañana (2015)
- Amanecer de rodillas (2012)
- El país donde los árboles tienen miedo (2010)